# Hernando (Florida)
Hernando è un census-designated place degli Stati Uniti d'America situato nella contea di Citrus, in Florida.